# Włochy na Zimowych Igrzyskach Olimpijskich 2006
Włochy na Zimowych Igrzyskach Olimpijskich 2006 reprezentowało 185 zawodników. Był to dwudziesty start Włoch na zimowych igrzyskach olimpijskich. Reprezentacja ta była jedną z najliczniejszych ekip podczas zawodów, gdyż była gospodarzem. Włoscy zawodnicy najwięcej medali (4) zdobyli w biegach narciarskich. Włosi zorganizowali także igrzyska w 1956 roku.

## Zdobyte medale
| Medal | Zawodnik                                                             | Dyscyplina sportowa | Konkurencja                    |
| ----- | -------------------------------------------------------------------- | ------------------- | ------------------------------ |
| Złoto | Armin Zöggeler                                                       | Saneczkarstwo       | Jedynki mężczyzn               |
| Złoto | Matteo Anesi Stefano Donagrandi Enrico Fabris Ippolito Sanfratello   | Łyżwiarstwo szybkie | Sztafeta mężczyzn              |
| Złoto | Fulvio Valbusa Giorgio Di Centa Pietro Piller Cottrer Cristian Zorzi | Biegi narciarskie   | Sztafeta mężczyzn              |
| Złoto | Enrico Fabris                                                        | Łyżwiarstwo szybkie | 1500 m mężczyzn                |
| Złoto | Giorgio Di Centa                                                     | Biegi narciarskie   | 50 km stylem dowolnym mężczyzn |
| Brąz  | Enrico Fabris                                                        | Łyżwiarstwo szybkie | 5000 m mężczyzn                |
| Brąz  | Giorgio Di Centa                                                     | Biegi narciarskie   | Bieg łączony mężczyzn          |
| Brąz  | Gerhard Plankensteiner Oswald Haselrieder                            | Saneczkarstwo       | Dwójki mężczyzn                |
| Brąz  | Arianna Follis Gabriella Paruzzi Antonella Confortola Sabina Valbusa | Biegi narciarskie   | Sztafeta kobiet                |
| Brąz  | Gerda Weissensteiner Jennifer Isacco                                 | Bobsleje            | Dwójki mężczyzn                |
| Brąz  | Marta Capurso Mara Zini Arianna Fontana Katia Zini                   | Short track         | Sztafeta kobiet                |

## Wyniki reprezentantów Włoch

### Biathlon
Mężczyźni
- Sergio Bonaldi

sprint - 67. miejsce
- Paolo Longo

bieg indywidualny - 55. miejsce
- Christian De Lorenzi

sprint - 27. miejsce
bieg pościgowy - 14. miejsce
bieg masowy - 26. miejsce
bieg indywidualny - 7. miejsce
- Wilfried Pallhuber

sprint - 22. miejsce
bieg pościgowy - 17. miejsce
bieg masowy - 24. miejsce
bieg indywidualny - 9. miejsce
- Rene Laurent Vuillermoz

sprint - 40. miejsce
bieg pościgowy - 13. miejsce
bieg masowy - 25. miejsce
bieg indywidualny - 25. miejsce
- Christian De Lorenzi, Rene Laurent Vuillermoz, Paolo Longo i Wilfried Pallhuber

sztafeta - 8. miejsce
Kobiety
- Barbara Ertl

bieg indywidualny - 38. miejsce
- Katja Haller

sprint - 53. miejsce
bieg pościgowy - DNF
- Michela Ponza

sprint - 13. miejsce
bieg pościgowy - 5. miejsce
bieg masowy - 11. miejsce
bieg indywidualny - 17. miejsce
- Nathalie Santer

sprint - 26. miejsce
bieg pościgowy - 38. miejsce
bieg indywidualny - 52. miejsce
- Saskia Santer

sprint - 57. miejsce
bieg pościgowy - LAP
bieg indywidualny - 51. miejsce
- Michela Ponza
Saskia Santer
 Nathalie Santer
Barbara Ertl

sztafeta - 12. miejsce

### Biegi narciarskie
Mężczyźni
- Valerio Checci

15km stylem klasycznym - 38. miejsce
30km stylem łączonym - 19. miejsce
- Giorgio Di Centa

30km stylem łączonym - 4. miejsce
50km stylem dowolnym - 
- Pietro Piller Cottrer

30km stylem łączonym - 
50km stylem dowolnym - 5. miejsce
- Fabio Santus

15km stylem klasycznym - 33. miejsce
30km stylem łączonym - 16. miejsce
50km stylem dowolnym - 19. miejsce
- Cristian Saracco

15km stylem klasycznym - 40. miejsce
- Fulvio Valbusa

15km stylem klasycznym - 12. miejsce
50km stylem dowolnym - 30. miejsce
- Fulvio Valbusa, Giorgio Di Centa, Pietro Piller Cottrer, Cristian Zorzi

sztafeta - 
- Loris Frasnelli

sprint - 6. miejsce
- Renato Pasini

sprint - 18. miejsce
- Freddy Schwienbacher

sprint - 5. miejsce
- Cristian Zorzi

sprint - 4. miejsce
- Freddy Schwienbacher i Giorgio Di Centa

bieg drużynowy - 9. miejsce
Kobiety
- Antonella Confortola

10km stylem klasycznym - 34. miejsce
15km stylem łączonym - 22. miejsce
30km stylem dowolnym - DNF
- Arianna Follis

15km stylem łączonym - 36. miejsce
30km stylem dowolnym - 12. miejsce
sprint - 7. miejsce
- Magda Genuin

10km stylem klasycznym - 48. miejsce
sprint - 19. miejsce
- Cristina Paluselli

10km stylem klasycznym - 39. miejsce
- Gabriella Paruzzi

10km stylem klasycznym - 13. miejsce
15km stylem łączonym - 5. miejsce
30km stylem dowolnym - 5. miejsce
- Sabina Valbusa

15km stylem łączonym - 17. miejsce
30km stylem dowolnym - 10. miejsce
- Barbara Moriggl

sprint - 33. miejsce
- Arianna Follis, Gabriella Paruzzi, Antonella Confortola i Sabina Valbusa

sztafeta - 
- Arianna Follis i Gabriella Paruzzi

bieg drużynowy - 7. miejsce

### Bobsleje
Mężczyźni
- Simone Bertazzo i Matteo Torchio

dwójka - 9. miejsce
- Fabrizio Tosini i Samuele Romanini

dwójka - 13. miejsce
- Simone Bertazzo, Samuele Romanini, Matteo Torchio i Omar Sacco

czwórka - 12. miejsce
- Fabrizio Tosini, Luca Ottolino, Antonio De Sanctis i Giorgio Morbidelli

czwórka - 11. miejsce
Kobiety
- Gerda Weissensteiner i Jennifer Isacco

dwójka - 
- Jessica Gillarduzzi i Fabiana Mollica

dwójka - 12. miejsce

### Curling
Mężczyźni
- Joël Retornaz, Fabio Alvera, Gian Paolo Zandegiacomo, Antonio Menardi, Marco Mariani - 4 zwycięstwa, 5 porażek - 7. miejsce

Kobiety
- Diana Gaspari, Giulia Lacedelli, Rosa Pompanin, Violetta Caldart, Eleonora Alvera - 1 zwycięstwo, 8 porażek - 10. miejsce

### Hokej na lodzie
Mężczyźni
- Rene Baur, Gunther Hell, Jason Muzzatti, Christian Borgatello, Armin Helfer, Bob Nardella, Florian Ramoser, Andre Signoretti, Michele Strazzabosco, Carter Trevisani, Luca Ansoldi, Joe Busillo, Mario Chitarroni, Jason Cirone, Giorgio de Bettin, Manuel de Toni, Tony Iob, Stefano Margoni, John Parco, Giulio Scandella, Lucio Topatigh, Tony Tuzzolino, Stefan Zisser, Nicola Fontanive, Carlo Lorenzi - 11. miejsce

Kobiety
- Michela Angeloni, Evelyn Bazzanella, Valentina Bettarini, Celeste Bissardella, Heidi Caldart, Silvia Carignano, Diana da Rugna, Anna de la Forest, Nadia de Nardin, Linda de Rocco, Rebecca Fiorese, Sabina Florian, Luana Frasnelli, Manuela Friz, Waltraud Kaser, Maria Michaela Leitner, Debora Montanari, Katharina Sparer, Silvia Toffano, Sabrina Viel - 8. miejsce

### Kombinacja norweska
Mężczyźni
- Davide Bresadola

sprint - 44. miejsce
- Giuseppe Michielli

sprint - 16. miejsce
Gundersen - 14. miejsce
- Daniele Munari

sprint - 38. miejsce
Gundersen - 39. miejsce
- Alessandro Pittin

Gundersen - 46. miejsce
- Jochen Strobl

sprint - 30. miejsce
Gundersen - 34. miejsce
- Davide Bresadola, Jochen Strobl, Daniele Munari, Giuseppe Michielli

drużyna - DNS

### Łyżwiarstwo figurowe
Kobiety
- Silvia Fontana

solistki - 22. miejsce
- Carolina Kostner

solistki - 9. miejsce
Mężczyźni
- Karel Zelenka

soliści - 25. miejsce
Pary taneczne
- Federica Faiella, Massimo Scali - 13. miejsce

- Barbara Fusar Poli, Maurizio Margaglio - 6. miejsce

### Łyżwiarstwo szybkie
Kobiety
- Chiara Simionato

500 m - 10. miejsce
1000 m - 13. miejsce
1500 m - 5. miejsce
- Adelia Marra

1500 m - 31. miejsce
3000 m - 20. miejsce
Mężczyźni
- Matteo Anesi

1500 m - 29. miejsce
- Maurizio Carnino

500 m - 31. miejsce
1000 m - 30. miejsce
- Stefano Donagrandi

1500 m - 22. miejsce
5000 m - 16. miejsce
10 000 m - 13. miejsce
- Enrico Fabris

1500 m - 
5000 m - 
10 000 m - 8. miejsce
- Ermanno Ioriatti

500 m - 21. miejsce
1000 m - DNF
- Ippolito Sanfratello

1500 m - 18. miejsce
5000 m - 14. miejsce
10 000 m - 12. miejsce
- Matteo Anesi, Stefano Donagrandi, Enrico Fabris, Ippolito Sanfratello

bieg drużynowy - 

### Narciarstwo alpejskie
Mężczyźni
- Massimiliano Blardone

supergigant - 29. miejsce
gigant - 11. miejsce
- Peter Fill

zjazd - 19. miejsce
supergigant - 13. miejsce
gigant - 9. miejsce
- Kristian Ghedina

zjazd - 23. miejsce
- Manfred Mölgg

gigant - DNF
slalom - DNF
- Giorgio Rocca

slalom - DNF
kombinacja - 5. miejsce
- Alberto Schieppati

gigant - 15. miejsce
- Hannes Paul Schmid

slalom - 39. miejsce
- Davide Simoncelli

gigant - DNF
- Patrick Staudacher

zjazd - 9. miejsce
supergigant - 17. miejsce
kombinacja - DNF
- Kurt Sulzenbacher

zjazd - 18. miejsce
- Patrick Thaler

slalom - DNF
Kobiety
- Daniela Ceccarelli

supergigant - 31. miejsce
- Annalisa Ceresa

slalom - 24. miejsce
- Chiara Costazza

slalom - 8. miejsce
- Elena Fanchini

zjazd - 29. miejsce
supergigant - DNF
- Nadia Fanchini

zjazd - 10. miejsce
supergigant - 38. miejsce
gigant - 8. miejsce
kombinacja - 20. miejsce
- Denise Karbon

gigant - DNF
- Daniela Merighetti

zjazd - 32. miejsce
slalom - DNF
kombinacja - DSQ
- Manuela Mölgg

gigant - DNF
slalom - 19. miejsce
- Karen Putzer

gigant - 14. miejsce
- Lucia Recchia

zjazd - 13. miejsce
supergigant - 8. miejsce
- Wendy Siorpaes

kombinacja - 27. miejsce

### Narciarstwo dowolne
Mężczyźni
- Walter Bormolini

jazda po muldach - 18. miejsce
- Claudio Bosia

jazda po muldach - 31. miejsce
- Simone Galli

jazda po muldach - 21. miejsce
- Mattia Pegorari

jazda po muldach - 34. miejsce
Kobiety
- Mariangela Parravicini

jazda po muldach - 23. miejsce
- Deborah Scanzio

jazda po muldach - 9. miejsce

### Saneczkarstwo
Mężczyźni
- Wilfried Huber

jedynki - 10. miejsce
- Reinhold Rainer

jedynki - 8. miejsce
- Armin Zöggeler

jedynki - 
- Patrick Gruber, Christian Oberstolz

dwójki - 5. miejsce
- Oswald Haselrieder, Gerhard Plankensteiner

dwójki - 
Kobiety
- Anastasia Oberstolz-Antonowa

jedynki - DNF
- Sarah Podorieszach

jedynki - 11. miejsce

### Short track
Kobiety
- Marta Capurso

bieg na 500m - 5. miejsce
bieg na 1000m - DSQ
bieg na 1500m - 9. miejsce
- Arianna Fontana

bieg na 500m - 11. miejsce
bieg na 1000m - 6. miejsce
- Katia Zini

bieg na 1500m - 10. miejsce
- Marta Capurso, Arianna Fontana, Katia Zini, Mara Zini

bieg drużynowy - 
Mężczyźni
- Fabio Carta

bieg na 1000m - 8. miejsce
bieg na 1500m - 7. miejsce
- Nicola Rodigari

bieg na 500m - 7. miejsce
bieg na 1000m - 7. miejsce
bieg na 1500m - 14. miejsce
- Roberto Serra

bieg na 500m - 9. miejsce
- Fabio Carta, Nicola Rodigari, Nicola Franceschina, Yuri Confortola

bieg drużynowy - 4. miejsce

### Skeleton
Mężczyźni
- Maurizio Oioli - 12. miejsce

Kobiety
- Costanza Zanoletti - 5. miejsce

### Skoki narciarskie
Mężczyźni
- Alessio Bolognani

skocznia normalna - 40. miejsce
skocznia duża - 44. miejsce
- Sebastian Colloredo

skocznia normalna - 27. miejsce
skocznia duża - 36. miejsce
- Andrea Morassi

skocznia normalna - 36. miejsce
skocznia duża - 50. miejsce
- Alessio Bolognani, Davide Bresadola, Sebastian Colloredo, Andrea Morassi

drużyna - 11. miejsce

### Snowboard
Kobiety
- Corinna Boccacini

gigant równoległy - 19. miejsce
- Isabella Dal Balcon

gigant równoległy - 13. miejsce
- Tania Detomas

halfpipe - 14. miejsce
- Romina Masolini

halfpipe - 25. miejsce
- Marion Posch

gigant równoległy - 15. miejsce
- Carmen Ranigler

gigant równoległy - 26. miejsce
snowboardcross - 18. miejsce
Mężczyźni
- Meinhard Erlacher

gigant równoległy - 22. miejsce
- Roland Fischnaller

gigant równoległy - 13. miejsce
- Rudi Galli

gigant równoległy - DNF
- Giacomo Kratter

halfpipe - 13. miejsce
- Simone Malusà

snowboardcross - 33. miejsce
- Manuel Pietropoli

halfpipe - 43. miejsce
- Stefano Pozzolini

snowboardcross - 24. miejsce
- Simone Salvati

gigant równoległy - 24. miejsce
- Alberto Schiavon

snowboardcross - 26. miejsce
- Tommaso Tagliaferri

snowboardcross - 11. miejsce